# Kanton Chaniers
Chaniers is een kanton van het Franse departement Charente-Maritime. Het kanton maakt deel uit van de arrondissementen Saintes (17) en Saint-Jean-d'Angély (9).
In 2019 telde het 22.592 inwoners.

Het kanton werd gevormd ingevolge het decreet van 27 februari 2014 met uitwerking op 22 maart 2015, met Chaniers als hoofdplaats.

## Gemeenten
Het kanton omvatte bij zijn vorming 27 gemeenten..
Op 1 januari 2019 werd de gemeente La Frédière, toegevoegd aan de gemeente Saint-Hilaire-de-Villefranche, die zo het statuut van commune nouvelle kreeg.
Sindsdien omvat het kanton volgende 26 gemeenten:
- Aujac
- Aumagne
- Authon-Ébéon
- Bercloux
- Brizambourg
- Burie
- Bussac-sur-Charente
- Chaniers
- La Chapelle-des-Pots
- Chérac
- Dompierre-sur-Charente
- Le Douhet
- Écoyeux
- Juicq
- Migron
- Nantillé
- Saint-Bris-des-Bois
- Saint-Césaire
- Saint-Hilaire-de-Villefranche
- Saint-Sauvant
- Saint-Vaize
- Sainte-Même
- Le Seure
- Vénérand
- Villars-les-Bois